# Fernando Cruchaga
Fernando Cruchaga Santa María (Santiago, 11 de agosto de 1906-Santiago, 20 de agosto de 1988) fue un ingeniero civil y funcionario público chileno, que se desempeñó como director general de la Empresa de los Ferrocarriles del Estado de Chile (EFE) entre 1953 y 1959, durante los gobiernos de los presidentes Carlos Ibáñez del Campo y Jorge Alessandri.

## Familia y estudios
Nació en Santiago de Chile el 11 de agosto de 1906, hijo de Ismael Vicente Cruchaga Aspillaga y Escolástica Virginia Santa María Elizalde. Tuvo nueve hermanos: María Filomena, Ángel —quien fuera escritor, cronista y funcionario público, siendo autor de numerosas obras de poesías, motivo por el cual obtuvo varios premios, siendo los más destacados el Premio Municipal de Poesía de Santiago en 1933, el Premio Municipal de Literatura de la misma comuna en 1940, y el Premio Nacional de Literatura en 1948, éste último otorgado por el presidente radical Gabriel González Videla—, María Hortencia, Ismael Alfonso, Clara, Lucía Isabel, Carlos, María y Virginia. Realizó sus estudios primarios y secundarios en el Liceo Miguel Luis Amunátegui. Continuó los superiores en la Universidad de Chile, titulándose como ingeniero civil en 1930.
Se casó con María Amelia Gandarillas Díaz, con quien tuvo cinco hijos: María, Ismael, Fernando Ignacio, Isabel y Vicente Enrique.

## Carrera profesional
Inició su actividad profesional en el sector público durante el primer gobierno del presidente Carlos Ibáñez del Campo, incorporándose como ingeniero proyectista en la Empresa de los Ferrocarriles del Estado (EFE) inmediatamente una vez titulado. De forma paralela, actuó también como ingeniero en la Dirección de Servicios Eléctricos del Ministerio de Fomento.
Luego, en 1933, fue designado como jefe de la Sección de Control de la Maestranza San Bernardo; en 1937, pasó a ejercer como ingeniero del Departamento de Tracción de las 3.ª y 4.ª Zonas de la EFE; y en 1939, asumió como jefe del Departamento de Tracción y de la Maestranza Barón, ambos en Valparaíso.
Posteriormente, fue segundo jefe del Departamento de Tracción y de la Maestranza San Eugenio, ambos en Santiago. Con ocasión de la segunda administración del presidente Ibáñez del Campo, en 1952, fue designado como jefe de la Sección de Explotación de dicho departamento y, a contar del 28 de abril del año siguiente, asumió como director general de la EFE, cargo que mantuvo hasta el fin del gobierno en noviembre de 1958, y continuó en él bajo la seguida presidencia de Jorge Alessandri, abandonándolo finalmente el 18 de mayo de 1959, fecha en que se acogió a jubilación tras casi treinta años de servicio en EFE. Durante su gestión, se produjo el segundo mayor número de accidentes en la historia de la empresa, con un total de diez siniestros —destacando las tragedias de San Bernardo en 1955 y Cerrillos en 1956, las cuales dejaron decenas de heridos y fallecidos—, correspondiéndole enfrentarlos a todos ellos, razón por la cual obtuvo un reconocido agradecimiento por parte de dicho mandatario.
Entre otras actividades, fue miembro de la Asociación de Ingenieros de Chile. Falleció en la comuna santiaguina de Providencia producto de un paro cardiorrespiratorio a las 10:35 del 20 de agosto de 1988, a los 82 años; sus funerales fueron realizados al día siguiente en el Cementerio General de Santiago.